# Piney Brown
Piney Brown (1922-2009), de son vrai nom Columbus Perry, est un chanteur de rhythm and blues américain, né à Birmingham en 1922 en Alabama et décédé à Dayton en 2009.

## Carrière
Piney Brown est un blues shouter. Il enregistre à partir de 1947 pour le label Miracle, qui ne publie pas les titres de la session, puis en 1949 pour Apollo, Jubilee en 1951, en 1952 pour Sittin' In With, en 1959 pour Mad Records, entre autres. Ses chansons portent des titres tels que Ooh You Bring out The Wolf In Me ou Cream In My Coffee (Sugar In My Tea).
Si ses propres enregistrements ont peu de succès, il écrit pour d'autres interprètes, Rosco Gordon ou James Brown.
Il reste actif jusque dans les années 2000, enregistrant deux albums pour le label Bonedog Records, et il se produit régulièrement dans les festivals de blues et de rhythm and blues.

## Discographie

### Album
- My Task, 2004
- One of These Days, 2006